# Сетипинны
Сетипинны (лат. Setipinna) — род лучепёрых рыб семейства анчоусовых. Представители пяти видов распространены в Индо-Тихоокеанской области, морские пелагические рыбы. Представители 3-х видов (S. brevifilis, S. phasa и S. wheeleri) — пресноводные рыбы, распространены в реках Индийского субконтинента и Юго-Восточной Азии. Максимальная длина тела у разных видов варьируется от 11 до 40 см.
Родовое латинское название образовано от seti — щетина, борода и греч. πτερύγιο — плавник, что отражает наличие удлинённого луча в грудных плавниках.

## Описание
Начало основания спинного плавника расположено примерно в середине спины. Килевые чешуи есть как перед, так и позади брюшных плавников. Анальный плавник длинный с 27—81 мягким лучом. Верхний луч грудных плавников вытянут в тонкую нить, относительная длина которой увеличивается по мере роста рыб. Надчелюстная кость одна.

## Классификация
В составе рода выделяют 8 видов:
- Setipinna breviceps (Cantor, 1849)
- Setipinna brevifilis (Valenciennes, 1848)
- Setipinna melanochir (Bleeker, 1849) — Чернокрылая сетипинна
- Setipinna paxtoni Wongratana, 1987
- Setipinna phasa (Hamilton, 1822)
- Setipinna taty (Valenciennes, 1848) — Длиннокрылая сетипинна
- Setipinna tenuifilis (Valenciennes, 1848)
- Setipinna wheeleri Wongratana, 1983